# (164585) Эномай
(164585) Эномай (др.-греч. Οἰνόμαος) — типичный троянский астероид Юпитера, движущийся в точке Лагранжа L4, в 60° впереди планеты. Астероид был открыт 13 июля 2007 года астрономом P. Kocher в обсерватории Marly и назван в честь Эномая, царя города Писа в древнегреческой мифологии.

Орбита астероида Эномай и его положение в Солнечной системе